# 自由学園明日館

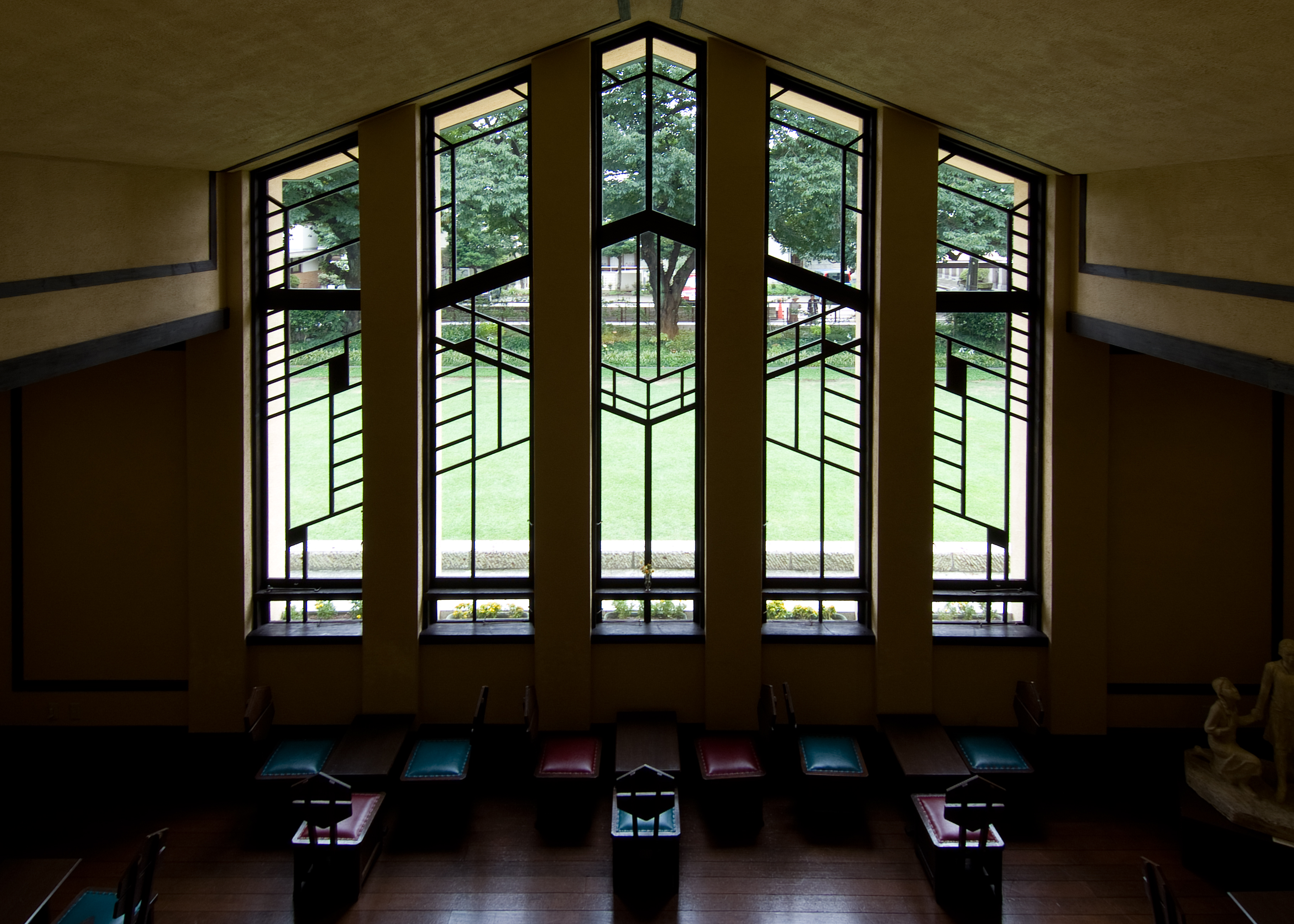
中央棟内部

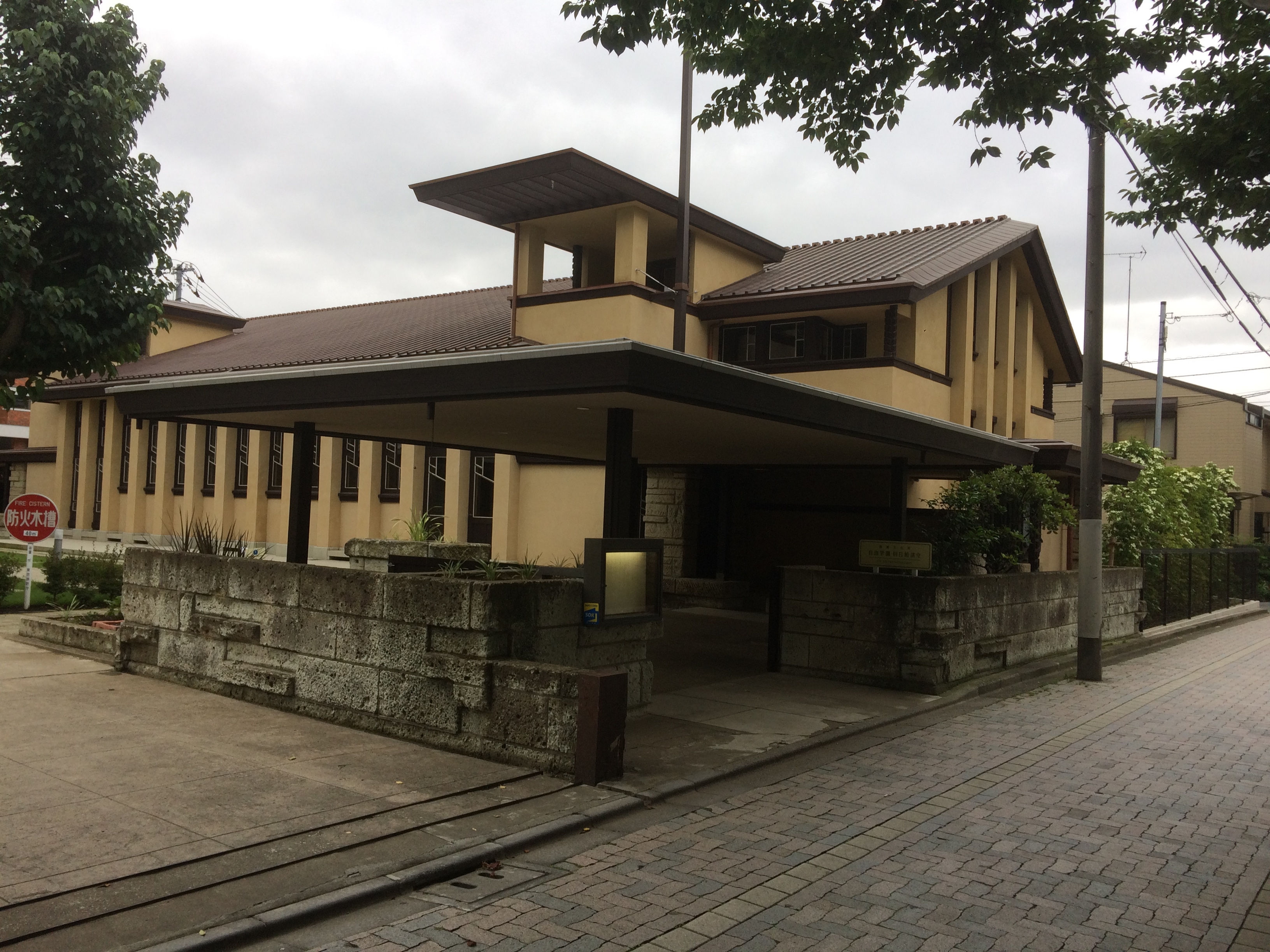
講堂

自由学園明日館（じゆうがくえんみょうにちかん）は、東京都豊島区西池袋に所在する、学校法人自由学園が所有する施設。1921年（大正10）、東京府北豊島郡高田町雑司ヶ谷村に羽仁吉一・羽仁もと子夫妻により設立された。当初は本科（5年制）と専攻科（文学科・家庭科、2年制）からなる女学校として開校。（翌年4月に文学科と家庭科は高等科に一本化）初年度は本科1年生26名が入学し、4月15日に最初の入学式が行われた。開校から1934年に移転するまで自由学園の校地として使用された敷地に、建築家フランク・ロイド・ライトや、その弟子であった遠藤新の設計による建物群から成っている。学校の移転後も自由学園が所有して、「明日館」と名付けられ、もっぱら卒業生による事業などに利用された。
1997年5月29日に国の重要文化財に指定され、2003年にDOCOMOMO JAPAN選定 日本におけるモダン・ムーブメントの建築に選定されている。その後は、文化財として見学に開放されているほか、結婚式場やコンサート会場などにも利用されており、文化財建築物を利用しながら保存する「動態保存」のモデルケースのひとつとされる。

## 建設の経過
1921年、帝国ホテルの設計のために来日していたフランク・ロイド・ライトは、遠藤新の紹介で、羽仁吉一・もと子と会い、夫妻が創設を準備していた自由学園の理念に共鳴し、校舎の設計を引き受けた。設計は1921年1月から着手され、基本設計をライト、実施設計を遠藤が担当した。
1922年6月に中央棟と西教室棟が竣工し、翌1923年には中央棟の食堂に附属施設が増築された。東教室棟が1925年、講堂が1927年にそれぞれ建設された。建設にあたってライトは、特徴的な幾何学模様の装飾を施すために大谷石を多用した。
なお、1940年代後半に、一部で補強のための改装が施されており、また、建設当時は銅板葺であった屋根も、1950年代はじめに鉄板葺に変更されている。

## 校地移転後
西池袋の敷地が狭くなったことから、1925年（大正14）頃より学園の移転計画を開始。北多摩群久留米村南沢（現東久留米市学園町）に10万坪の土地を購入。一部を学園の父母用の分譲住宅地として販売し、その収益が新校舎建設に充てられた。1930年（昭和5）から移転開始、1934年（昭和9）に全学部の南沢への移転が完了した。移転を機に、旧学園には「明日館」と付記されるようになった。学校機能移転後も明日館は卒業生の社会活動の拠点として活用された。戦後1948年から1973年までは生活学校の校舎としても使われた。
第二次世界大戦末期には、当時の大蔵省主税局がここに置かれたこともあった。

## 保存・修復活動
1997年5月29日に国の重要文化財に指定されたが、当時は「建物の中で傘をさすほど」の老朽化が進んでおり、1999年3月から2001年9月にかけて保存改修工事が行われた。この工事の様子は、大成建設の企画により桜映画社が制作した2002年の映画『よみがえる明日館－フランク・ロイド・ライトのおくりもの－』に記録された。
1999年1月より38カ月かけて保存修復事業を実施。鉄骨による棟の補強、屋根の漏水防止などの建物の改良を行ったほか、建具などの色を竣工時の文献に合わせて復元。竣工当時の建物のカラー写真が無かったため、生徒の描いた水彩画や、発見された竣工当時の建具などをもとに復元し、外壁はクリーム色、室外建具は緑、室内建具はこげ茶で復元された。
解体工事の際に、中央棟ホール西側の漆喰壁の下から壁画が発見された。縦約2.5メートル、横約5メートルのフレスコ画で、旧約聖書の出エジプト記を題材にしたもの。開校10周年を記念して、洋画家石井鶴三の指導のもと、当時の在校生により描かれた。発見された壁画は、多摩美術大学の教授を中心に自由学園最高学部の学生らの手で修復が行われた。
工事期間中の2000年4月3日、米国よりライト財団(Frank Lloyd Wright Foundation)のメンバー9名が修復工事の視察に訪れた。
現在は、文化財として見学に開放されているほか、結婚式場やコンサート会場などにも利用されている。

## 指定文化財
以下の建造物4棟及び土地が「自由学園明日館」の名称で重要文化財に指定されている。
- 中央棟
- 西教室棟
- 東教室棟
- 講堂
- 土地

4棟のうち、ライトが設計したのは中央棟と西教室棟（ともに1922年竣工）で、残りの東教室棟（1925年竣工）と講堂（1927年竣工）は遠藤新の設計である。中央棟・西教室棟・東教室棟の3棟は、前庭を囲むように「コ」の字形に配置され、講堂は上記3棟の建つ敷地から道路を挟んで反対側、西教室棟の南に東面して建つ。各建物は木造モルタル塗り仕上げで屋根を鉄板葺きとする。中央棟の中央部と講堂の北寄りを2階建てとするほかは平屋建である。中央棟の中央部分は1階の手前をホール、奥を厨房とし、2階は手前をギャラリー、奥を食堂とする。この中央部分は東・北・西の三方に突出部を設け、1階の突出部は便所（東・西）と食品庫（北）、2階の突出部は3か所とも小食堂とする（以上の室名は修理工事以前のもの）。これら突出部は遠藤新によって増築された。各建物の外観は軒高を抑え、水平線を強調する。こうしたスタイルはライトの設計した住宅建築に共通するもので、プレーリー・ハウス（草原住宅）と呼ばれている。自由学園明日館はライトの日本における代表作の一つであるとともに、プレーリー・ハウスの典型的な例として注目される。

## 関連文献
- 自由学園明日館、谷川正己 解説、宮本和義 撮影、バナナブックス、2016年